# Marco Rizzo
Marco Rizzo (Torino, 12 ottobre 1959) è un politico italiano.
Militante del Partito Comunista Italiano, al suo scioglimento è tra i fondatori di area cossuttiana di Rifondazione Comunista e poi dei Comunisti Italiani, ricoprendo le cariche di deputato ed europarlamentare tra il 1994 e il 2009.
Nel 2009 ha fondato il Partito Comunista (PC), del quale ha ricoperto il ruolo di segretario sino al 2023 e poi di presidente onorario fino al luglio 2024.
Nel 2022, come segretario del PC, ha co-fondato la lista elettorale Italia Sovrana e Popolare, che si è presentata alle elezioni politiche in alleanza con altri partiti. Nel 2023 una parte dei componenti di quella lista è andata a formare Democrazia Sovrana Popolare, che nel 2024 si è trasformata definitivamente in un partito politico, del quale Rizzo è coordinatore.

## Biografia

### Nel Partito Comunista Italiano
Originario del Veneto, è figlio di Armando, operaio di Fiat Mirafiori, e di Maria Angelica Mosconi. Ha conseguito il diploma di perito capotecnico in elettronica industriale presso l'Istituto Tecnico Industriale Giuseppe Peano di Torino Nel 1981 a Torino si è tesserato al Partito Comunista Italiano (PCI), seppur rimanendo critico verso i "cedimenti ideologici ed anche concreti della linea del PCI". Iniziò poco dopo a svolgere attività presso il centro culturale marxista "Mondo Nuovo" di Torino, luogo di riunioni e seminari politici e culturali che riuniva membri del PCI, di Democrazia Proletaria ed altri esponenti provenienti dall'estrema sinistra.
Nel 1982 entrò in contatto con Armando Cossutta, allora dirigente del partito, e conobbe anche gli ex comandanti partigiani Giovanni Pesce e Alessandro Vaia. Aderì all'area cossuttiana di cui fu esponente fino allo scioglimento del PCI. È stato componente della Direzione Provinciale del Partito Comunista Italiano di Torino dal 1986 al 1991; inoltre è stato consigliere provinciale di Torino nel quadriennio 1991/1995.
Si è laureato da studente-lavoratore in Scienze politiche presso l'Università di Torino nel 1988 con tesi sull'innovazione tecnologica in FIAT. Ha lavorato come magazziniere e giornalista pubblicista. Diviene poi docente presso il Centro Orientamento Scolastico professionale di Torino, rimanendovi sino al 1994.

### Da Rifondazione ai Comunisti Italiani

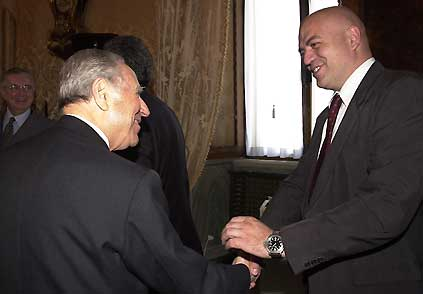
Rizzo accolto dal presidente della Repubblica Carlo Azeglio Ciampi al Quirinale nel 2001

È stato tra i fondatori di Rifondazione Comunista, legato all'area cossuttiana. Dal 1994 è il primo coordinatore nazionale dell'organizzazione giovanile del partito, i Giovani Comunisti, carica che copre per circa un anno. Dal 1995 al 1998 ricopre il ruolo di coordinatore della segreteria nazionale. Nel 1998, durante la rottura definitiva fra Armando Cossutta e Fausto Bertinotti, Rizzo sostiene la linea contraria al ritiro del sostegno del PRC al Governo Prodi I propugnata da Cossutta e contribuisce a fondare il Partito dei Comunisti Italiani, di cui ricopre la carica di coordinatore della segreteria nazionale sino al 2004.
In quegli anni è stato eletto alla Camera (dal 1994 al 2004), diventando nel 2001 anche presidente del gruppo parlamentare.
Durante il Governo D'Alema I Rizzo sostiene la linea ufficiale del PdCI che tenta senza successo, pur rifiutando di ritirare la fiducia al governo, di opporsi all'intervento militare italiano nella guerra del Kosovo nell'ambito dell'operazione Allied Force della NATO.

### Elezione al Parlamento europeo
Nel 2004 viene eletto deputato del Parlamento europeo nella circoscrizione Nord-Ovest, ricevendo oltre 10.000 preferenze. Il PdCI aveva dato indicazione di voto per eleggere europarlamentari Armando Cossutta e Iacopo Venier, ma le preferenze li videro piazzarsi: Cossutta secondo nel Nord-Ovest, e Venier terzo nel Centro. Rizzo non rinunciò al seggio guadagnato a favore del presidente del partito, cosa che fece Oliviero Diliberto rinunciando a favore del secondo, Umberto Guidoni. Rizzo si dimise quindi dalla Camera e s'iscrive al gruppo parlamentare della Sinistra Unitaria Europea/Sinistra Verde Nordica.
Rizzo emerge come voce critica nei confronti del Governo Prodi II, rivendicando la necessità di rivedere il rapporto con il centrosinistra e di lavorare per l'unità delle forze comuniste e anticapitaliste, e criticando tra l'altro il referendum sul protocollo del welfare svoltosi fra l'8 e il 10 ottobre 2007, parlando di "referendum finto". Il referendum sarà vinto dai favorevoli all'accordo, con l'81,6% dei 5 041 810 voti validi.
Rizzo è inoltre contrario alla costruzione de La Sinistra l'Arcobaleno, l'alleanza nata nel 2007 tra i partiti di sinistra e sinistra radicale, esprimendo nettamente la propria contrarietà alla scelta di presentare un simbolo elettorale privo della falce e martello. Il 19 dicembre 2007, infine, con una lettera aperta a Diliberto scritta insieme ad altri dirigenti locali, chiede di ritirare la delegazione del PdCI dal Governo Prodi.
Alle elezioni politiche del 2008, con il mancato superamento dello soglia di sbarramento (del 4%) della lista elettorale La Sinistra l'Arcobaleno, sono la conferma, per Rizzo, dell'esigenza di un nuovo partito comunista, fortemente alternativo al Partito Democratico. Alla Direzione nazionale del PdCI del 18 aprile 2008, con Diliberto che si presenta dimissionario, Rizzo in polemica non partecipa al voto.

### L'insuccesso della Lista Anticapitalista e l'espulsione dal PdCI
In vista delle elezioni europee del 2009 nasce la Lista Anticapitalista che raccoglie Rifondazione, Comunisti Italiani, Socialismo 2000 e, in un primo momento, i Consumatori Uniti. L'esito delle elezioni vedrà la seconda sconfitta, anche per questa nuova lista, ancora una volta sotto la soglia di sbarramento del 4%. Dopo la sconfitta, il PdCI convoca l'Ufficio Politico il 9 giugno, dove Diliberto si presenta dimissionario. Alla fine della riunione l'UP vota contro le dimissioni con l'eccezione proprio di Marco Rizzo che vota a favore.
Alcuni dirigenti del partito invocano allora misure disciplinari contro Rizzo perché in campagna elettorale non avrebbe sostenuto la lista del partito, nonostante Rizzo fosse candidato alle amministrative come sindaco di Collegno (dove aveva ottenuto il 2.8% delle preferenze) e presidente della provincia di Grosseto (1.48% delle preferenze).
Il 22 giugno, dopo un'audizione alla Commissione Nazionale di Garanzia, Rizzo viene espulso con l'accusa di aver fatto campagna elettorale per le europee a favore dell'Italia dei Valori e in particolare di un suo candidato, Gianni Vattimo (filosofo ed ex esponente dei Comunisti Italiani). Rizzo contestò l'espulsione, accusando Diliberto di essere in rapporti con un ex iscritto alla P2 di Licio Gelli, Giancarlo Elia Valori. Per queste accuse Diliberto annunciò una querela contro Rizzo, che però non vi è stata; viene invece richiesta dal professore sardo una citazione danni per 1.000.000 di euro.

### Dalla fondazione del Partito Comunista alle elezioni del 2022

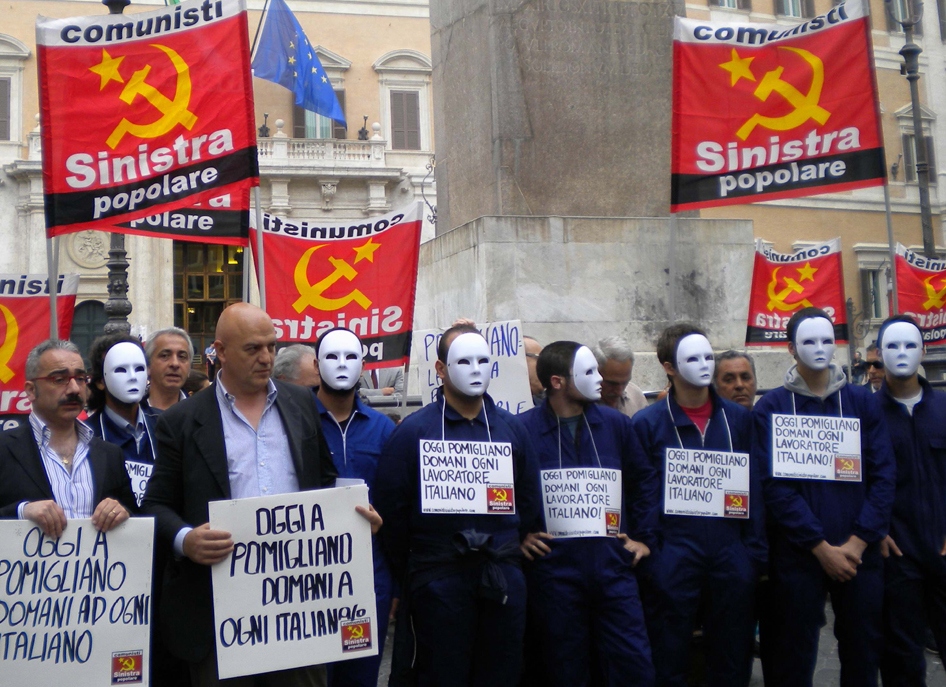
Rizzo alla manifestazione di CSP davanti alla Camera in solidarietà con gli operai di Pomigliano D'Arco nel 2010

Il 3 luglio 2009 Rizzo annuncia la fondazione del movimento politico Comunisti Sinistra Popolare, rifacendosi ai principi del marxismo-leninismo, che diventerà poi nel gennaio 2012 Comunisti Sinistra Popolare - Partito Comunista, e infine, dal gennaio 2014, semplicemente Partito Comunista.
Alle elezioni amministrative del 2016 si candida a sindaco di Torino, appoggiato solo dal suo partito e ottiene 3323 voti pari allo 0,86%.
Alle elezioni politiche del 2018 si ricandida alla Camera nel collegio uninominale Toscana - 02 (Firenze-Scandicci), raccogliendo lo 0,99% dei voti, senza quindi essere eletto.
Alle elezioni europee del 2019 è candidato come capolista per il suo partito in tutte le circoscrizioni, ma non è eletto a causa del mancato raggiungimento della soglia di sbarramento. Ottiene complessivamente 22.406 preferenze personali.
Nel 2020 si candida alle elezioni suppletive per il Collegio uninominale Lazio 1 - 01 della Camera dei Deputati ottenendo 855 voti pari al 2,62%.
L'anno seguente ci riprova candidandosi nel Collegio Toscana - 12. Raccoglie il 4,69% dei consensi pari a 3135 voti, giungendo terzo dietro a Enrico Letta e Tommaso Marrocchesi Marzi.
Durante la pandemia di COVID-19 Rizzo si è schierato contro l'obbligo vaccinale e il Green Pass.
Nel 2022 alle elezioni politiche è uno dei promotori della lista Italia Sovrana e Popolare  insieme ad altri movimenti come Ancora Italia di Francesco Toscano, Riconquistare l’Italia di Stefano D’Andrea, Azione Civile di Antonio Ingroia, Italia Unita di Francesco Nappi, Patria Socialista di Igor Camilli e Rinascita Repubblicana di Francesca Donato (che uscirà poco dopo dall'alleanza.) Rizzo si candida per la Camera dei deputati come capolista nei collegi plurinominali Toscana - 02 ed Emilia-Romagna - 02 e in quello delle Marche. Non sarà eletto a causa del mancato raggiungimento della soglia di sbarramento da parte della lista.
Il 21 gennaio 2023 il comitato generale del Partito Comunista elegge come suo nuovo segretario Alberto Lombardo, mentre a Rizzo viene affidato l'incarico di presidente onorario.

### Democrazia Sovrana Popolare
Due giorni dopo Partito Comunista, Azione Civile, Fronte per la Sovranità Popolare e Ancora Italia Sovrana e Popolare fondano Democrazia Sovrana Popolare per proseguire l'esperienza di ISP. A luglio 2023 vengono però espulsi dalla coalizione sia Azione Civile che il Fronte per la Sovranità Popolare.
Per Democrazia Sovrana Popolare si candida alla presidenza della provincia autonoma di Trento alle elezioni regionali in Trentino-Alto Adige del 2023 prendendo poco più del 2% (oltre 5.000 voti), che non basta per essere eletto consigliere.
Tra il 27 e il 28 gennaio 2024 si tiene il congresso fondativo di Democrazia Sovrana Popolare con Rizzo che viene eletto coordinatore nazionale. Nello stesso periodo esce Le ragioni di una scelta. Per una democrazia sovrana e popolare, libro scritto con Francesco Toscano.
Sfumata l'ipotesi di aderire alla lista Libertà promossa da Cateno De Luca di Sud chiama Nord, DSP non riuscirà a raccogliere le firme necessarie per presentare le liste per le elezioni europee del 2024 in tutte le circoscrizioni, riuscendo, grazie al supporto di Gianni Alemanno, a presentarsi solo in quella centrale dove Rizzo da capolista raccoglie oltre 6.500 preferenze contribuendo allo 0,15% totale della lista.
Alemanno e Rizzo sostengono insieme il candidato di DSP Daniele Giovanardi (1,40%) alle elezioni comunali di Modena e anche Patrizio Sgarra a Giaveno (1,59%).
Il 6 luglio 2024 il Comitato centrale dal Partito Comunista rende noto che Rizzo si è dimesso dalla carica di Presidente onorario del partito e che, da quel momento in avanti, gli iscritti del Partito Comunista non potranno più essere contemporaneamente iscritti anche a Democrazia Sovrana Popolare.
Rizzo si candida poi alla presidenza dell'Umbria alle elezioni regionali in Umbria del 17-18 novembre 2024. Presentatosi con due liste, Rizzo con l’1,11% si piazza terzo dietro ai due candidati delle coalizioni di centro-sinistra e centro-destra ma non è eletto.

## Vita privata
Marco Rizzo si è dichiarato non credente. È padre di tre figli e tifoso del Torino.

## Opere
- Perché ancora comunisti. Le ragioni di una scelta, Milano, Baldini Castoldi Dalai, 2007, ISBN 978-88-6073-329-0.
- Il golpe europeo. I comunisti contro l'Unione, Milano, Baldini Castoldi Dalai, 2012, ISBN 978-88-6762-087-6.
- URSS. A 100 anni dalla Rivoluzione Sovietica, i perché della caduta, Male Edizioni, 2017, ISBN 978-88-85439-46-7.
- Le ragioni di una scelta. Per una democrazia sovrana e popolare, Visione Editore, 2024, ISBN 978-88-94789-10-2.